# الکساندروفکا (شهرستان بلورتسکی، باشقیرستان)
الکساندروفکا (انگلیسی: Alexandrovka, Beloretsky District, Republic of Bashkortostan) یک شهرک در شهرستان بلورتسکی باشقیرستان کشور روسیه است.